# Науйойи-Акмяне

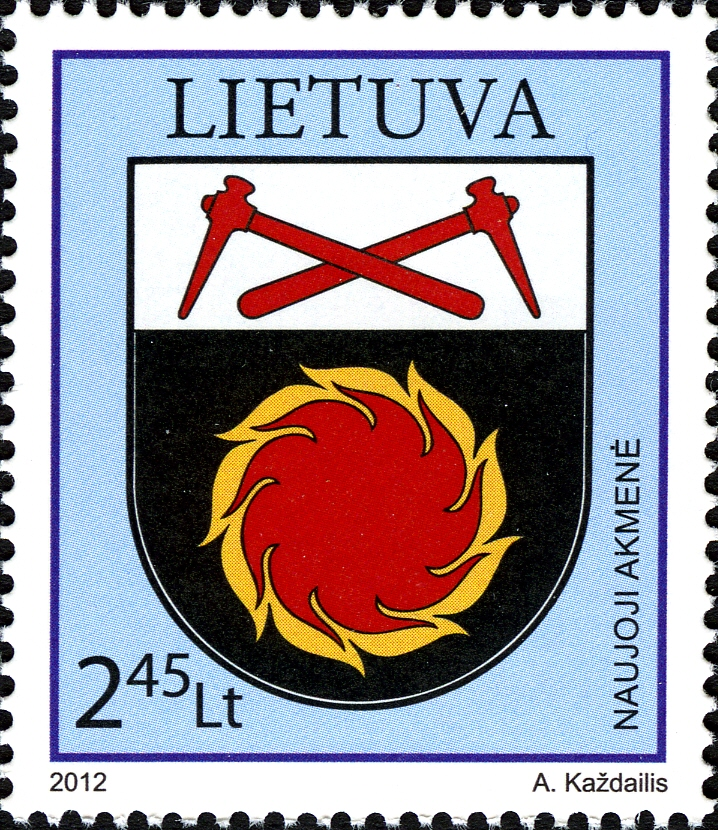
Науйойи-Акмяне из серии «Города Литвы» (Почта Литвы, 2012)

Науйо́йи-Акмя́не (лит. Naujoji Akmenė, устар. рус. Новые Окмяны) — город на севере Литвы в Шяуляйском уезде, административный центр и крупнейший город Акмянского района.

## География
Город расположен на севере Литвы в 273 км от Вильнюса, в 61 км от Шяуляя и в 41 км до Мажейкяя, до границы с Латвией 4 км.

## История
Район был заселен земгалами, На месте города находилась деревня Karpėnai, первые упоминания о которой датируются 1652 годом.
Ещё до Второй мировой войны геологами Литвы в этой местности были обнаружены месторождения известняка, достаточные для производства цемента.
27 июля 1945 года правительство Литовской ССР приняло решение построить цементный завод в Karpėnai. Завод строили с нуля практически в поле. Строители были размещены во временных бараках или просто в палатках, также использовался труд заключенных. В полутора километрах от завода начали разработку карьера. В 1952 году началось производство. 31 января того же года решением Президиума Верховного Совета Литовской ССР деревня Karpėnai переименована в городское поселение Науйойи-Акмяне. В 1962 году административный центр Акмянского района был перенесен из Акмяне в Науйойи-Акмяне.

## Население
| Год  | Численность | Численность |
| ---- | ----------- | ----------- |
| 1959 | 5410        | [ 1 ]       |
| 1967 | 7149        |             |
| 1970 | 10 175      | [ 1 ]       |
| 1976 | 14 400      |             |
| 1979 | 14 448      | [ 1 ]       |
| 1989 | 13 657      | [ 1 ]       |
| 2001 | 12 370      | [ 2 ]       |
| 2002 | 12 184      | [ 2 ]       |
| 2003 | 11 977      | [ 2 ]       |
| 2004 | 11 628      | [ 2 ]       |
| 2005 | 11 748      | [ 1 ]       |
| 2006 | 11 567      | [ 1 ]       |
| 2007 | 10 643      | [ 2 ]       |
| 2008 | 10 403      | [ 2 ]       |
| 2009 | 11 265      | [ 1 ]       |
| 2010 | 11 096      | [ 1 ]       |
| 2011 | 9359        | [ 2 ]       |
| 2012 | 9095        | [ 1 ]       |
| 2013 | 8802        | [ 1 ]       |
| 2014 | 8532        | [ 1 ]       |
| 2015 | 8340        | [ 1 ]       |
| 2016 | 8079        | [ 1 ]       |
| 2017 | 7691        | [ 3 ]       |
| 2018 | 7465        | [ 4 ]       |
| 2019 | 7271        | [ 2 ]       |
| 2020 | 7206        | [ 2 ]       |
| 2021 | 7985        | [ 2 ]       |
| 2022 | 7885        | [ 2 ]       |
| 2023 | 8170        | [ 2 ]       |

Национальный состав по данным 2011 года:
- литовцы — 92,57 % (8609)
- русские — 4,46 % (415)
- украинцы — 0,74 % (69)
- белорусы — 0,62 % (58)
- латыши — 0,55 % (51)
- поляки — 0,52 % (48)
- немцы — 0,14 % (13)
- Другие — 0,4 % (37)

## Образование
В городе имеются 3 школы, 2 детских сада, ясли, музыкальная школа, публичная библиотека, образовательный центр.

## Экономика

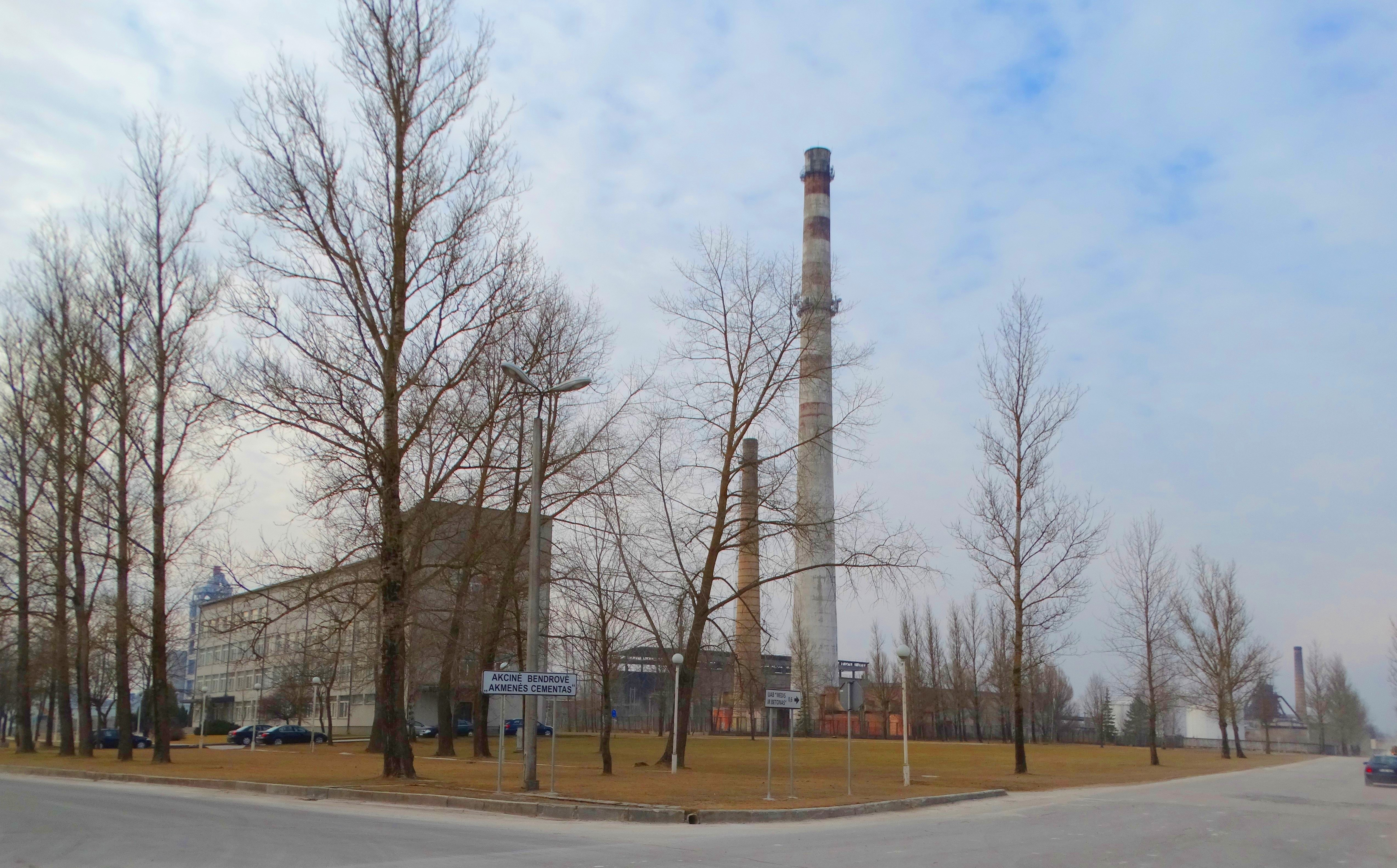
Завод «Akmenės cementas»

В городе располагается AB „Akmenės cementas“, один из крупнейших производителей цемента в странах Балтии и единственный в Литве. Ежегодно производит более 1 млн тонн продукции. Производство постоянно модернизируется, уменьшается негативное влияние завода на окружающую среду. Так же в Науйойи Акмяне действуют мебельная и швейная фабрики.

## Культура и спорт
В городе действует дом культуры, в котором проходят выступления различных творческих коллективов, выставки и собрания клубов по интересам.
Также здесь находятся дворец спорта, общедоступный теннисный корт и футбольный стадион, который является домашней ареной футбольного клуба SC «Akmenės Cementas». Регулярно проходят спортивные соревнования.

## Достопримечательности
- Церковь Святого Духа